# Ян Кароль Дольський
Ян Кароль Дольський (іноді Дульський; пол. Jan Karol Dolski; 1637 — 29 квітня/жовтня 1695) — державний діяч Великого Князівства Литовського. Представник роду Дольських. Вітчим князя Януша Антонія Вишневецького.

## Життєпис

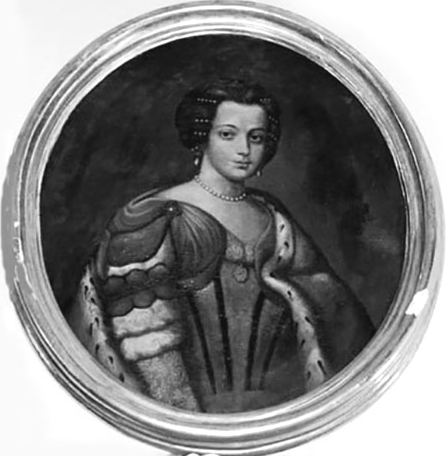
Анна Ходоровська-Дольська

Народився 1637 року. За даними Казімежа Піварського, його батько Христофор був пінським хорунжим, загинув під час повстання Хмельницького від рук власних підданих. Раніше Адам Бонецький стверджував, що батька звали Миколою, але його вбили в 1647 році. Збігнев Анусик вказував, що батьками Яна Кароля були князь Микола Дольський і його дружина Олена Єльська..
Посади (уряди): стольник слонімський з 1656, пінський підкоморій (1662—1666) і маршалок (1666—1676), одночасно Крайчий великий литовський (1670—1676), підчаший ВКЛ (1676—1685), надвірний (1685—1691)і великий маршалок литовський з 1691 року, староста пінський і волковиський. Мав звання полковника королівського. 
Фундував кляштори і колегіуми піарів у Дубровиці й Любешеві.
Наприкінці життя мав графський титул.
Помер несподівано 29 квітня 1695 року в розквіті сил.

### Сім'я
Ян Кароль Дольський був двічі одружений. Його першою дружиною була Елізабета Остророг (пом. 1684). 
Діти: Ганна, Теодор, Ігнацій, Томаш, Ян, Маріанна, Юзеф і Катерина (1680-1725), дружина з 1695 князя Костянтин-Христофор Вишневецький (1680-1744), великого гетьмана литовського і великого канцлера литовського.
Другим шлюбом одружився з Ганною з Ходоровських (пом. 1711), дочкою підкоморного литовського Кшиштофа Ходоровського та Ганни Яблоновської, вдови князя Костянтина Кшиштофа Вишневецького. Діти: Маріанна, Станіслав та Ян.
Сім синів і три дочки Яна Кароля Дольського померли в дитинстві. Змогла вижити лише одна дочка від першого шлюбу, Катерина, яка вийшла заміж за князя Михайла Сервація Вишневецького, який був пасинком самому Яну Дольському, будучи сином його другої дружини Ганни Ходоровської від першого шлюбу.
Ян Кароль Дольський був останнім чоловічим представником княжого роду Дольських. Після його смерті всі володіння Дольських успадкував Михайло Сервацій Вишневецький, чоловік Катерини Дольської.